# Жарська-Ваврук Олена
Олена Жарська-Ваврук (1914 або 1916, Белз(?) — 24 червня 2007, Польща) — українська націоналістка, членкиня ОУН. Організаторка протесту проти акції польських комуністів у Варяжі 1936 року, що переросло в масову бійку («Варязький інцидент»). Дружина офіцера УПА Василя Ваврука.

## Життєпис
Олена Жарська народилася в родині дяка. Вчилась у Белзькій школі, пізніше — у Сокальській і Львівській педагогічних школах. У серпні 1936 року зібрала загін добровольців з ОУН, які захищали греко-католицьку процесію в місті Варяж на Сокальщині від польських комуністів із Народного фронту. Після нападу поляків почалася масова бійка, кілька людей загинуло, преса повідомляла про 80 поранених.
Після інциденту Олену Жарську заарештовано, які брали участь в інциденті. За рішенням суду вона отримала 6 років позбавлення волі. Після початку Другої світової війни її звільнено. Зі створенням УПА Олена допомагала її бійцям.
1944 року одружилася з націоналістом Василем Вавруком, з яким була знайома ще з часів подій у Варяжі. Його вбито в грудні 1945 року на території пізнішого Кам'янка-Бузького району, Олена змушена була сама виховувати двох дітей. 1947 року під час операції «Вісла» виселена зі села Вільгівок, біля якого пройшов кордон, до Кентшина (Вармінсько-Мазурське воєводство).
Заарештована 1949 року, перебувала у Фордонській в'язниці (Бидґощ), ймовірно, до 1953 року. Після звільнення забрала дітей зі сиротинця, працювала в Ґіжицьку в будинку перестарілих. Один із синів, Юрій, мешкає в Сувалках. Померла 24 червня 2007 року.